# بوکو دیمیتروف
بوکو دیمیتروف (بلغاری: Борислав Георгиев Димитров؛ ۱۱ نوامبر ۱۹۵۱ – ۲۸ مارس ۲۰۱۳) بازیکن فوتبال اهل بلغارستان بود.
از باشگاه‌هایی که در آن بازی کرده است می‌توان به باشگاه فوتبال لوکوموتیو صوفیه اشاره کرد.
وی همچنین در تیم ملی فوتبال بلغارستان بازی کرده است.